# Vulcano-Klasse
Die Vulcano-Klasse ist eine Klasse von militärischen Versorgungsschiffen. Gebaut werden sie von Fincantieri. Stand 2024 sind sieben Schiffe geplant, davon drei für die italienische Marine als Ersatz für drei Einheiten der Klassen Stromboli und Etna sowie vier der Jacques Chevallier-Klasse für die französische Marine als Nachfolger für fünf Versorger der Durance-Klasse.

## Geschichte
Die Versorger wurden von Fincantieri unter der Arbeitsbezeichnung Logistic Support Ship (LSS) auf der Grundlage von Forderungen und Planungen des italienischen Admiralstabs entworfen. Das italienische Verteidigungsministerium gab 2015 das erste Schiff für 346 Millionen Euro in Auftrag. Im Februar 2016 begann in Riva Trigoso und Castellammare di Stabia der Bau der beiden Schiffsmodule. Das vordere Schiffsmodul lief am 10. April 2017 in Castellammare vom Stapel und wurde dann nach Muggiano bei La Spezia geschleppt. Dort wurde es im Mai 2018 mit dem aus Riva Trigoso kommenden (entgegen den ursprünglichen Planungen etwas verlängerten) Fertigungsblock zusammengefügt. Die Schiffstaufe mit anschließendem „Stapellauf“ (Schwimmdock) fand am 22. Juni 2018 in Muggiano statt.
Während des Baus des Typschiffes Vulcano zeigte die französische Marine Interesse an dem Projekt. Sie bestellte, ebenso wie bereits Italien über die OCCAR, im Rahmen ihres Projekts Batiments Ravitailleurs de Force (BRF) Anfang 2019 vier Versorger in einer leicht modifizierten Version. Das Auftragsvolumen betrug 1,7 Milliarden Euro. Die Modifikationen sollen zum Teil auch bei den weiteren italienischen Schiffen übernommen werden. 2023 wurde das erste Schiff, die Jacques Chevallier, fertiggestellt. Brasilien hat einen Beobachterstatus.
In der Nacht vom 22. auf den 23. Juli 2018 kam es an Bord des Typschiffs Vulcano zu einem Brand, der schwere Schäden anrichtete. Zum Zeitpunkt des Feuerausbruchs befand sich niemand an Bord, es gab keine Verletzten. Das Schiff wurde in der Muggiano-Werft in La Spezia repariert, die Kommandobrücke und weitere Teile der Aufbauten neu gebaut. Die für September 2019 vorgesehene Indienststellung musste verschoben werden und erfolgte dann erst im März 2021.
Ein erster Exportinteressent ist Algerien.

## Allgemeines
Die 193 bzw. 194 Meter langen und maximal rund 27.000 bzw. 31.000 Tonnen verdrängenden Doppelhüllenschiffe der Vulcano- bzw. Jacques Chevallier-Klasse versorgen Flottenverbände auf hoher See mit Betriebsstoffen, Verbrauchsgütern, Proviant und Munition. Die Transportkapazität beläuft sich auf rund 9.000 Tonnen Schiffsdiesel, 3.700 t Flugkraftstoff, 800 t Trinkwasser, 220 t Munition und 30.000 Essensrationen. Der Umschlag erfolgt an vier RAS-Stationen. Die Schiffe können auch als Hospitalschiff und Werkstattschiff eingesetzt werden und einen Stab zur Führung eines Flottenverbandes aufnehmen. Neben einem Helipad steht ein Bordhangar für zwei Hubschrauber zur Verfügung. Die französischen Einheiten sind etwas größer als die Vulcano, der Hauptgrund dafür ist der höhere Bedarf an Flugzeug-Kraftstoff des Flugzeugträgers Charles de Gaulle gegenüber dem italienischen Träger Cavour. Äußerlich einfach zu erkennen sind die französischen und italienischen Schiffe durch die unterschiedliche Form des Bugs.

## Schiffe der Klasse

### Vulcano-Klasse (Italien)
Das Typschiff und damit die Schiffsklasse sind nach Vulcanus, dem römischen Gott des Feuers benannt (sowie in der Tradition älterer Versorgungsschiffe nach der Mittelmeerinsel Vulcano und dem dortigen, gleichnamigen Vulkan), das zweite Schiff nach dem Titan Atlas der griechischen Mythologie. Die Bugsektion der Vulcano wurde in Castellammare di Stabia vorgefertigt, der übrige Fertigungsblock in Riva Trigoso, die Zusammenfügung und Ausrüstung erfolgte in Muggiano. Die beiden weiteren Schiffe sollen ganz in Castellammare di Stabia gebaut werden.
| Kennung | Name    | Werft                                               | Kiellegung    | Stapellauf    | Indienststellung | Verbleib  |
| ------- | ------- | --------------------------------------------------- | ------------- | ------------- | ---------------- | --------- |
| A 5335  | Vulcano | Fincantieri (Castellammare, Riva Trigoso, Muggiano) | 2016          | 22. Juni 2018 | 12. März 2021    | aktiv     |
| A 5336  | Atlante | Fincantieri (Castellammare di Stabia)               | 28. Juni 2023 | 18. Mai 2024  | 2025 (geplant)   | Erprobung |
|         |         | Fincantieri (Castellammare di Stabia)               |               |               |                  |           |

### Jacques Chevallier-Klasse (Frankreich)
Die Bugsektionen werden in Castellammare di Stabia vorgefertigt, ansonsten erfolgt der Bau bei der Werft Chantiers de l’Atlantique in Saint-Nazaire. Das Typschiff und damit die französische Unterklasse sind nach Jacques Chevallier benannt, einem federführenden Ingenieur beim Aufbau der französischen Atomstreitkräfte, insbesondere der Entwicklung der Redoutable-Klasse.
| Kennung | Name               | Werft                                                                         | Kiellegung        | Stapellauf      | Indienststellung  | Verbleib  |
| ------- | ------------------ | ----------------------------------------------------------------------------- | ----------------- | --------------- | ----------------- | --------- |
| A 725   | Jacques Chevallier | Fincantieri, Castellammare di Stabia Chantiers de l’Atlantique, Saint-Nazaire | 24. Dezember 2021 | 29. April 2022  | 20. November 2024 | aktiv     |
|         | Jacques Stosskopf  | Fincantieri, Castellammare di Stabia Chantiers de l’Atlantique, Saint-Nazaire | 6. Dezember 2022  | 19. August 2024 | 2025 (geplant)    | Erprobung |
|         | Émile Bertin       | Chantiers de l’Atlantique, Saint-Nazaire                                      | 18. August 2024   |                 | 2027 (geplant)    | in Bau    |
|         | Gustave Zédé       | Chantiers de l’Atlantique, Saint-Nazaire                                      |                   |                 | um 2033 (geplant) | bestellt  |